# Justus Lipsius
Justus Lipsius, tulajdonképpen Joest Lips (Overijse, Flamand-Brabant, 1547. október 18. – Leuven, 1606. március 23.) holland jogfilozófus és filológus volt.

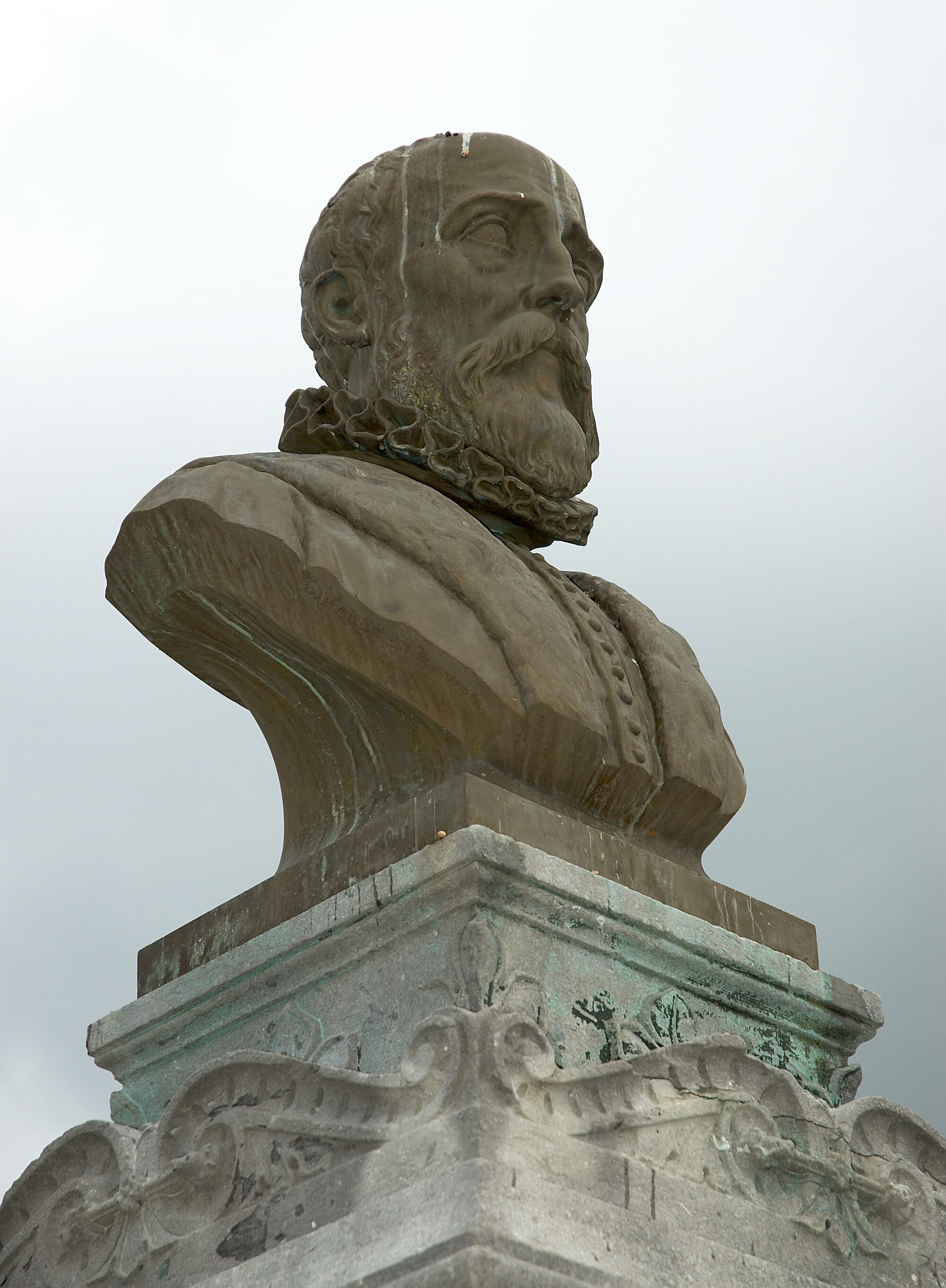
Lipsius mellszobra Overijseben

## Élete
Apja Aegidius (Gilles) Lipsius Brüsszelben a királyi magisztrátus hivatalnoka volt, anyját Isabella Durieu-nek hívták. Justus Lipsius miután elemi iskoláit Brüsszelben és Athban befejezte, 1559-ben a kölni jezsuita kollégiumba került. Itt intenzíven foglalkoztatta a kolostorba vonulás gondolata, ezért apja egyetemre küldte Leuvenbe. Ott 1563-tól jogot tanult, de egyre jobban érdeklődött a klasszika-filológia iránt.
Családja nagyon jómódú volt, így apja halála után öröksége elegendő jövedelmet biztosított számára a nyugodt élethez. Anyagi gondoktól mentesen minden energiáját és idejét a kutatásnak és a tudománynak szentelhette.
Első munkáját, melynek címe „Variarum lectionum libri II”, Antoine Perrenot de Granvelle kardinálisnak ajánlotta, így Lipsius elnyerte a főpap támogatását. 1567-ben a kardinálissal mint annak titkára eljutott Rómába és ott több humanistával ismerkedett meg, többek között Paulus Manutiusszal és Marcus Antonius Muretusszal. Kétévi római tartózkodása során a Vatikáni Apostoli Könyvtárban is tanult.
1569-ben tért vissza Leuvenbe. 1570-ben Bécsbe ment egy tanulmányútra, ahol II. Mátyás császár környezetében élő humanistákkal került kapcsolatba. Utazását folytatva átutazott Csehországon, Szászországon és Thüringián. 1572-ben elfogadta a Jénai Egyetem meghívását és ott az ékesszólás és a történelem professzora lett. De már 1573-ban elhagyta Jénát – valószínűleg a kollégáival nem találta meg a közös hangot – és Kölnbe ment, ahol még ugyanebben az évben feleségül vette Anna van den Calstere-t, Hendrik Lottyns kendőkereskedő özvegyét.
1576-ban már újra Leuvenben tartott előadásokat. Azután, hogy Don Juan de Austria, németalföldi kormányzó 1578. január 31-én a gembloux-i csatában legyőzte a felkelő Egyesült Tartományokat, Lipsius ortodoxiája miatt előbb Antwerpenbe, majd később Leidenbe ment. Ott még 1578-ban áttért a protestáns hitre és a leideni egyetem történelem tanszékén kapott állást. A következő évben a történelem tanszéket felcserélte a jogival és Isaac Casaubon és Joseph Justus Scaliger mellett ennek a kálvinista egyetemnek a sztárja lett. Ezen túlmenően 1579-81 és 1587-89 között rektor volt.
1581-ben jelent meg a „Satyra Menippaea” gúnyirata, melyben ellenfeleit csúfolta ki. De néhány évvel később, a „De una religione” és a „Politicorum sive civilis doctrinae libri IV” megjelentetése után, tarthatatlanná vált a helyzete, ezért elhagyta Leident és Mainzon keresztül Liègebe távozott.
A katolikus hitre történt nyilvános visszatérése után minden katolikus államtól kapott tanszéki ajánlatot. Sőt VIII. Kelemen pápa a Vatikánba hívta. Ám Lipsius Leuven mellett döntött és 1592-től történelem professzorként ott tanított, s II. Fülöp spanyol király udvari történetírónak nevezte ki. Lipsius az 1590-es évek végén fedezte fel a wachtendoncks-i zsoltárokat, egyikét a legrégebbi holland szövegeknek. Albert főherceg kinevezte az államtanács tagjává.
Lipsius 1606. március 23-án 58 éves korában hunyt el Leuvenben, ahol 1853-ban emlékművet kapott. Brüsszelben az épületet, ahol az EU Tanácsa ülésezik, róla nevezték el.

## Tevékenysége

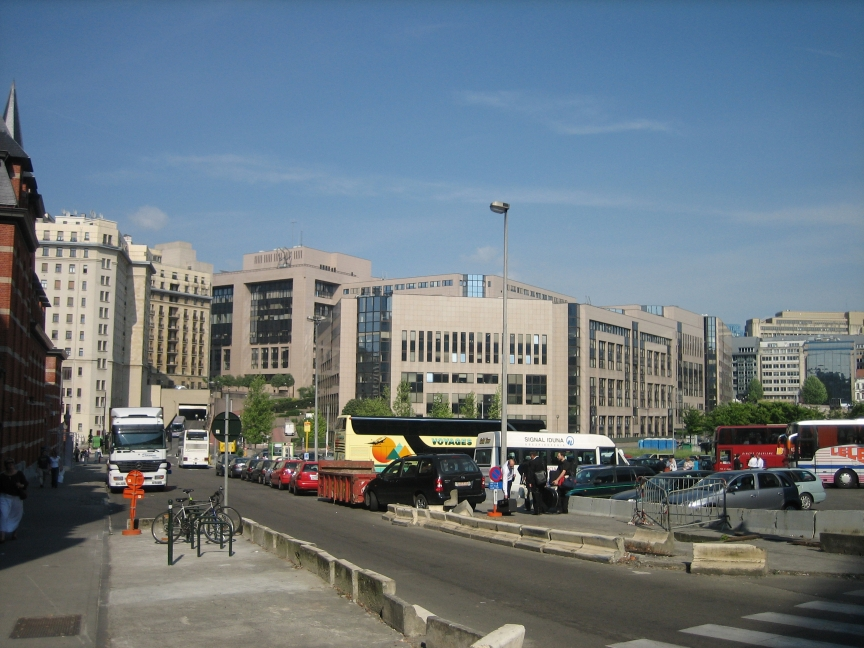
A Justus Lipsiusról elnevezett épület Brüsszelben

Rotterdami Erasmus mellett Lipsius számít a humanizmus legjelentősebb levélírójának. Nemcsak sok, korának szellemi életét meghatározó egyéniséggel állt levelezésben, hanem egyben egy, az uralkodó „ciceroizmus”-sal szemben álló stílust is igyekezett meghonosítani, ami Tacitus „rövidsége”, lényegre törése felé orientálódott. Lipsius mindkét irányzatra hatással volt. Leveleit ő maga (Leiden, 1586-90, két kötet) és Pieter Burmann (Amszterdam, 1725, öt kötet) gyűjtötte össze.
Lipsius dolgozott továbbá fontosabb ókori szövegek kiadásán. Akkor vált ismertté, amikor első Tacitus kritikáját jelentette meg (Antwerpen, 1574, új kiadások 1581, 1585, 1588); további kiadások hozzáférhetővé tették Livius (1579), Caesar (1585) és Velleius Paterculus (1591) történelmi tárgyú írásait. További érdemeket szerzett különösen a latin szövegek kritikájával. Ebben a vonatkozásban Plautus, Nonius, Velleius Paterculus, Valerius Maximus, Seneca és idősebb Plinius műveihez kapcsolódó teljesítménye emelkedik ki.
Lipsius latin nyelvű írásmódja az archaikus latin nyelvet olvasztotta össze Apuleius, Tertullianus, Cyprianus és Idősebb Arnobius latinságával és több tudós nézete szerint negatív befolyást gyakorolt a későbbi filológusok stílusára. Mások Lipsiust ezzel ellenkezőleg a modern „tacitizmus” példaképének tartják.
Lipsius a kiadói tevékenysége mellett filozófiai írások egész sorát is megjelentette. A „De constantia in malis publicis libri duo” (Antwerpen, 1584) című műve egy párbeszédes értekezés a kitartásról és a sztoikus gondolkodás fontos elemeit emeli át a kortársi jelenbe, hogy a válságos időkben vigaszt és állhatatosságot nyújtson. A szórakoztató mű nagy sikert aratott és befolyást gyakorolt többek között a barokk szomorújátékra, melynek mártír alakjai maguk az állhatatosság eszményképében tűnnek fel. Lipsius későbbi munkái („Manuductio ad Stoicam Philosophiam” és „Physiologiae stoicorum”) arra tesznek kísérletet, hogy a sztoikus gondolkodást még rendszerezettebben mutassák be. A „Politicorum libri” egy politikai-etikai tan, ami az államjog fontos alapkövének és az abszolutizmus szellemi szálláscsinálójának számít.
További munkái többek között az „Epistolicarum quaestionum libri V” (Antwerpen, 1577) és az „Opera omnia” (Antwerpen 1585, nyolc kötet, bővített kiadás Wesel, 1675, négy kötet.). Katonai tárgyú írásaival, melyekben az állandó haderő szükségességére mutatott rá, lerakta a hadviselés tudományos tárgyalásának az igényét.

## Magyarul megjelent művei
- Iustus Lipsiusnak az alhatatossagrol irt ket könyvei. Kikben fökeppen (Lipsiusnak és Lángiusnak) a közönseges nyomorságokban-valo beszélgetesek foglaltatik. Mostan magyarra fordittattak Laskai Ianos által; Fodorik Menyhárt, Debrecen, 1641
- Justus Lipsiusnak a' polgari tarsasagnak tudomanyárol irt hat könyvei. Mellyek kivált-képpen a Fejedelemségre tartoznak. Mellyeket uijonnan Déákból Magyarrá forditott Laskai Janos; Klösz Jakab, Bártfa, 1641
- Laskai János válogatott művei. Magyar Iustus Lipsius / Iustus Lipsiusnak az álhatatosságról írt ket könyvei. Magyarra fordittattak Laskai Ianos által / Justus Lipsiusnak a' polgari tarsasagnak tudomanyarol írt hat könyvei. Mellyeket uijonnan deákból magyarrá forditott Laskai Janos / Jesus királysága. Melynek idvességes birodalma alá, hat-ható erösségekkel intettetnek ki-vált-képpen az erdelyi proselyta sidok; sajtó alá rend., bev., jegyz. Tarnóc Márton; Akadémiai, Budapest, 1970 (Régi magyar prózai emlékek)
- Forgách Mihály–Justus Lipsius levélváltása; sajtó alá rend. Stoll Béla, latinból ford. Pirnát Antal, bev., szerk. Klaniczay Tibor, jegyz. V. Kovács Sándor, életrajz Komlovszki Tibor; MTA Irodalomtudományi Intézet, Budapest, 1970 (Studium)

## Fordítás
- Ez a szócikk részben vagy egészben  a   Justus Lipsius című német Wikipédia-szócikk ezen változatának fordításán alapul.  Az eredeti cikk szerkesztőit annak laptörténete sorolja fel. Ez a jelzés csupán a megfogalmazás eredetét és a szerzői jogokat jelzi, nem szolgál a cikkben szereplő információk forrásmegjelöléseként.